# Aborki
Aborki (biał. Аборкі; ros. Оборки, Oborki) – wieś na Białorusi, w obwodzie brzeskim, w rejonie łuninieckim, w sielsowiecie Kożangródek.